# آکادمی هنرهای زیبای درسدن
آکادمی هنرهای زیبای درسدن (انگلیسی: Dresden Academy of Fine Arts) یک دانشگاه هنرهای تجسمی در درسدن، آلمان است که در سال ۱۷۶۴ میلادی تأسیس شده‌است.

## بعضی دانش‌آموختگان
- کارل گوستاو کاروس،  (۱۷۸۹–۱۸۶۹), فیزیولوژیست و نقاش آلمانی
- اتو دیکس (۱۸۹۱–۱۹۶۹), نقاش و چاپگر آلمانی
- گئورگه گروس (۱۸۹۳–۱۹۵۹), نقاش و کاریکاتوریست آلمانی
- اتو مولر (۱۸۷۴–۱۹۳۰), نقاش و چاپگر آلمانی
- گرهارد ریشتر (born 1932), نقاش و عکاس آلمانی
- اسمر شیندلر (۱۸۶۹–۱۹۲۷), نقاش آلمانی
- زاشا اشنایدر (۱۸۷۰–۱۹۲۷), نقاش و مجسمه‌ساز آلمانی
- کورت شویترس،  (۱۸۸۷–۱۹۴۸) نقاش آلمانی

## نگارخانه

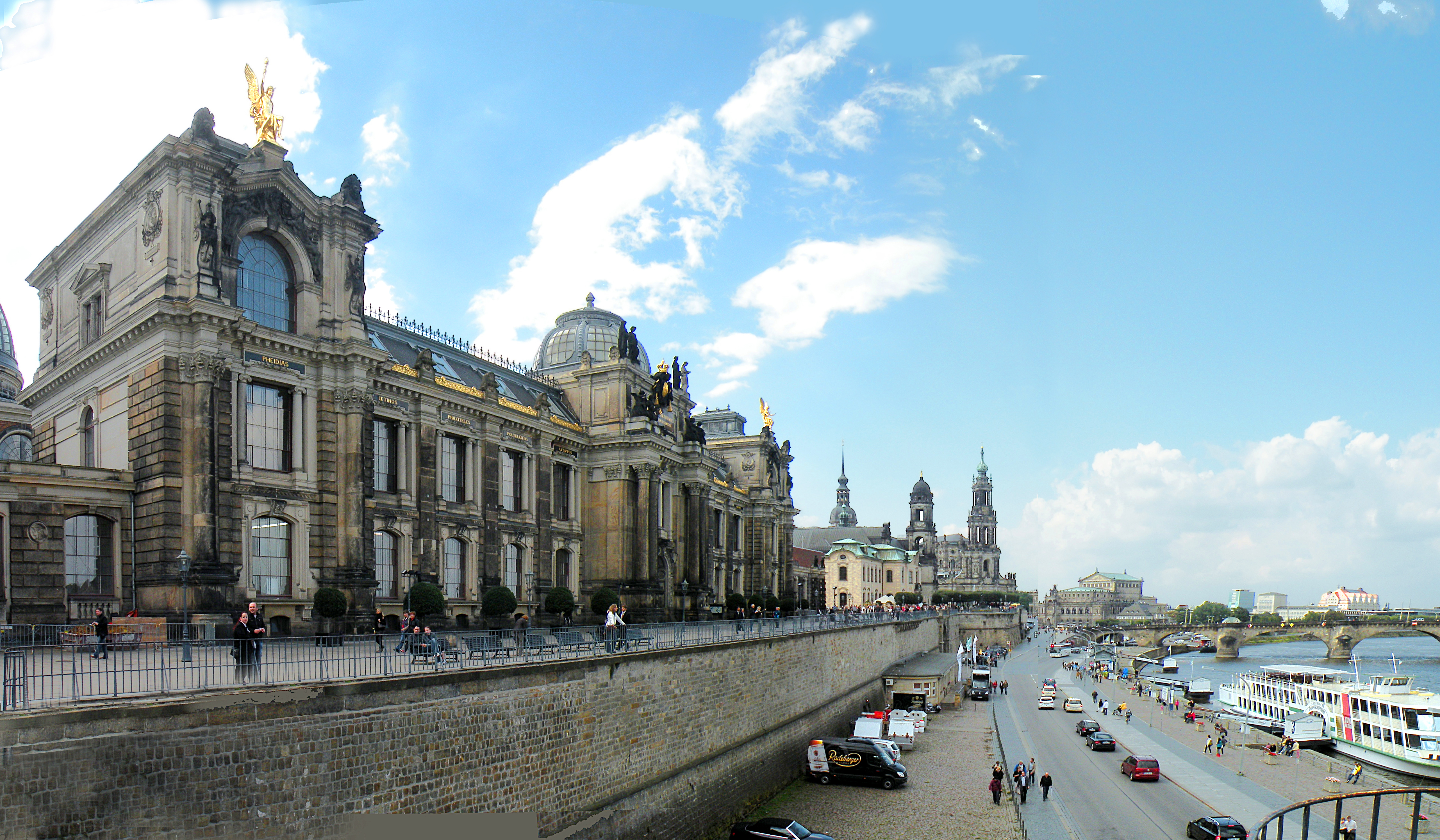
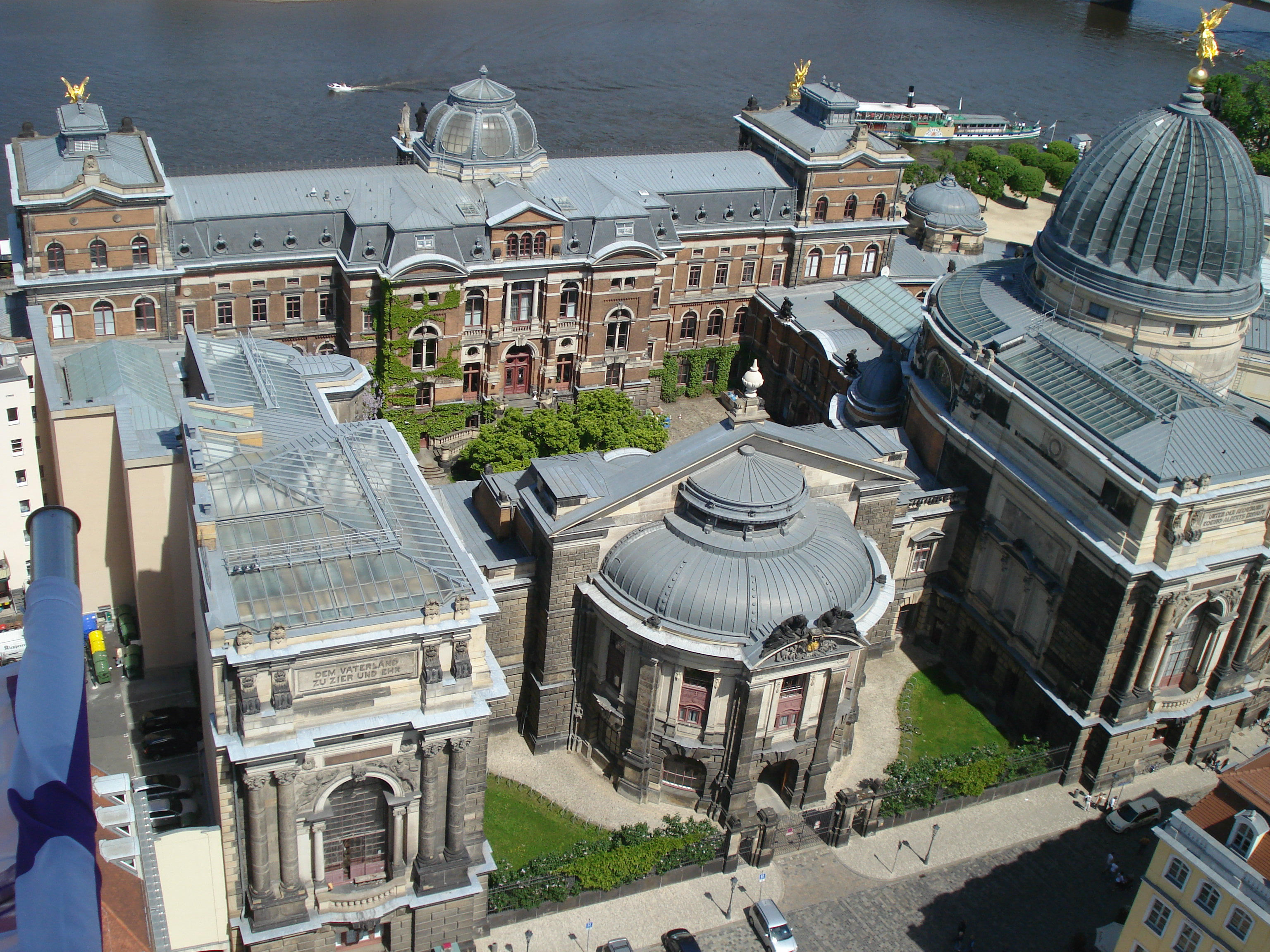
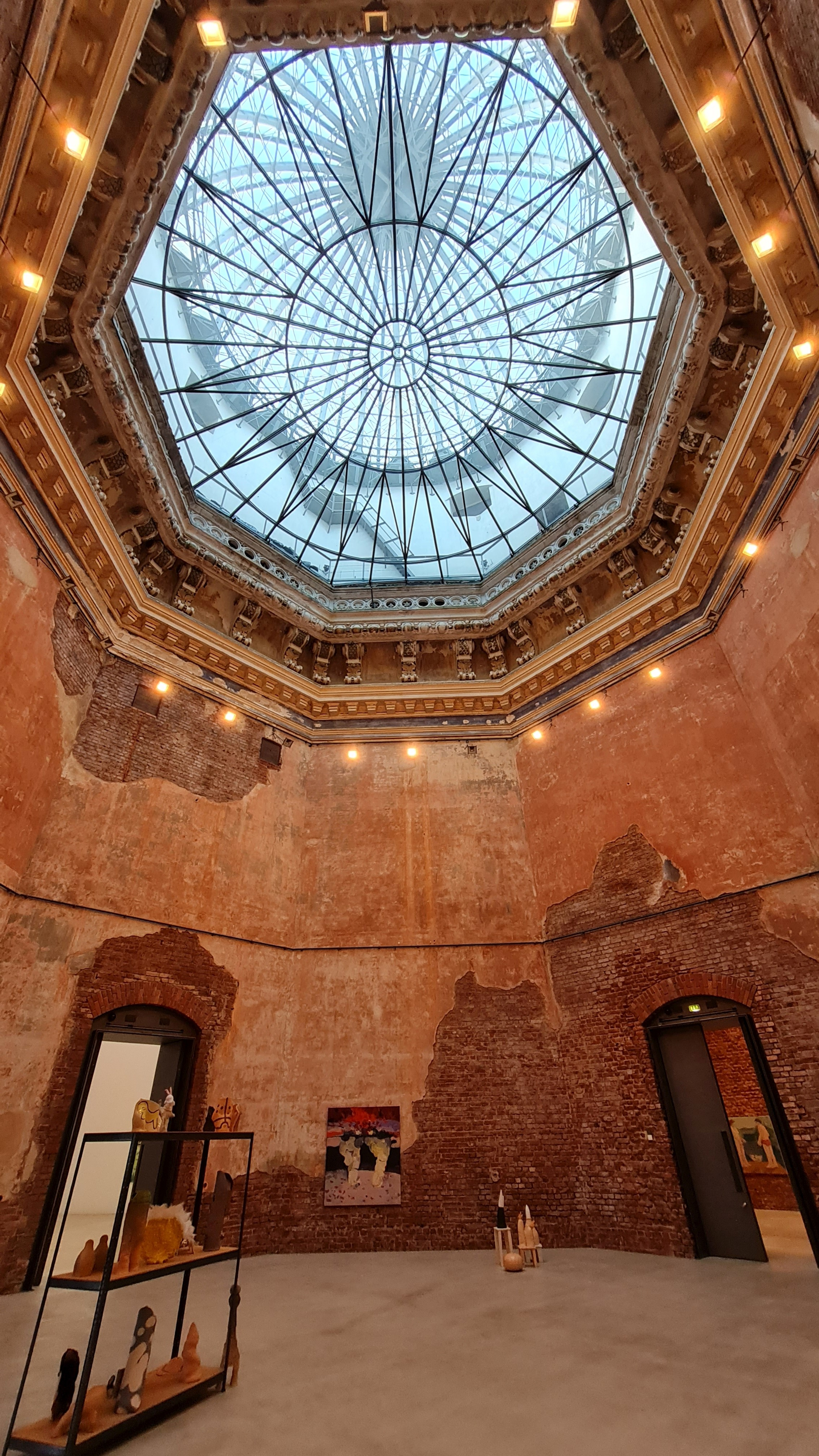